# Fire (Meduza, OneRepublic & Leony)
Fire is een nummer van het Italiaanse dj-trio Meduza, de Amerikaanse band OneRepublic en de Duitse zangeres Leony uit 2024. Het was het officiële themalied voor het EK van 2024. Tevens is het de achtste single van Artificial Paradise, het zesde studioalbum van OneRepublic.

## Achtergrondinformatie
Duitsland was in 2024 het gastland van het EK en aanvankelijk zou de Duitse zangeres Kim Petras meezingen op het nummer. Door problemen met haar planning moest zij zich terugtrekken. Ze werd vervangen door haar landgenoot Leony. "Fire" klinkt anders dan de meeste vorige singles van Meduza. Waar het trio vroeger vooral een donker geluid liet horen, klinkt "Fire" vrolijker en positiever, zodat het nummer beter aansluit het EK. De dj's van Meduza zijn naar eigen zeggen grote voetbalfans, en volgens OneRepublic-frontman Ryan Tedder is het nummer voor "voetbal- en muziekfans overal" geschreven. Het nummer werd door het volledige gezelschap live uitgevoerd op de afsluitingsceremonie van het EK. 
"Fire" werd in een paar Europese landen een kleine hit. Het nummer flopte echter in Meduza's thuisland Italië, terwijl het in Leony's thuisland Duitsland de 29e positie bereikte. In het Nederlandse taalgebied werd de plaat een bescheiden succes; met in de Nederlandse Top 40 een 16e positie, en in de Vlaamse Ultratop 50 een 45e positie.

## Tracklijst
Muziekdownload
1. "Fire" - 2:48